# Округ Гилпин (Колорадо)
Гилпин (енгл. Gilpin County) је округ у америчкој савезној држави Колорадо. По попису из 2010. године број становника је 5.441. Седиште округа је град Сентрал Сити.

## Демографија
Према попису становништва из 2010. у округу је живело 5.441 становника, што је 684 (14,4%) становника више него 2000. године.
| Група             | 2000.         | 2010.         |
| Белци             | 4.377 (92,0%) | 4.947 (90,9%) |
| Афроамериканци    | 25 (0,5%)     | 28 (0,5%)     |
| Азијати           | 33 (0,7%)     | 77 (1,4%)     |
| Хиспаноамериканци | 202 (4,2%)    | 267 (4,9%)    |
| Укупно            | 4.757         | 5.441         |